# Berlin (Massachusetts)
Pour les articles homonymes, voir Berlin (homonymie).
Berlin est une municipalité du Comté de Worcester au Massachusetts, fondée en 1665. Elle est devenue une incorporated city en 1812.
Sa population était de 2 866 habitants en 2010.

## Localisation
| Clinton  | Bolton       |                                 |
| Boylston | Berlin       | Hudson (Comté de Middlesex)     |
|          | Northborough | Malborough (Comté de Middlesex) |

## Personnalité
- Raymond Holder Wheeler, universitaire, spécialiste de psychologie, y est né en 1892.